# Canned Laughter
Rowan Atkinson presents...Canned Laughter était un projet de sitcom britannique initié par Rowan Atkinson, dont seul le pilote a été tourné. Ce pilote a été diffusé le 8 avril 1979 au Royaume-Uni sur le réseau ITV, puis en France en décembre 1998, à l'occasion d'une soirée spéciale Mr. Bean sur France 3. Le héros de Canned Laughter, Robert Box, possède en effet de nombreuses caractéristiques reprises plus tard pour le personnage de Mr. Bean. Rowan Atkinson interprète deux autres rôles, Mr. Marshall, le patron de Robert, et Dave Perry, un aspirant humoriste. Il prête également sa voix à un animateur radio.
Le pilote de trente minutes est produit par London Weekend Television, écrit par Rowan Atkinson et réalisé par Geoffrey Sax.

## Synopsis

### Première partie
L'épisode commence par le réveil de Robert Box, qui se regarde dans le miroir et cherche comment aborder l'une de ses collègues. Tandis que la radio joue Mr. Blue Sky du groupe Electric Light Orchestra, l'on découvre le personnage de Dave Perry, un humoriste qui s'apprête à donner un spectacle dans un restaurant chic à Camden Town. Il annonce la bonne nouvelle à sa voisine, Mrs. Nolan, qui divorce de son mari après 45 ans de mariage.
Toujours chez lui, Robert se rase d'une façon très étrange. Il réalise qu'il est en retard pour partir au travail. Dans la panique, il brise sa seule tasse et ingère donc une cuillère de café soluble, puis du sucre, du lait et de l'eau bouillante, et mélange le tout en se secouant. De son côté, Dave prend le bus en direction de Sloane Square, et est confronté à un contrôleur désagréable.
Robert arrive à son travail et assiste à une réunion organisée par son patron, Mr. Marshall. Ce dernier annonce refuser d'augmenter les salaires de ses employés, afin de ne pas encourager leur consommation de cigarette. L'un des employés cache sa cigarette dans la poche de la veste de Robert. Après la réunion, Box trouve le courage d'inviter sa collègue Lorraine à dîner le soir-même, mais la cigarette dissimulée dans sa poche finit par faire flamber son manteau.

### Seconde partie
Robert amène Lorraine au Saraceno, un restaurant français de Camden Town. Il découvre que sa collègue parle très bien français, puisqu'elle passe sa commande entièrement dans cette langue. Leur conversation maladroite est interrompue par le spectacle de Dave Perry, qui s'avère être un fiasco. Il ne fait rire que Robert, et Lorraine est mal à l'aise.
Pour détendre l'atmosphère, Robert invite Lorraine à danser. Mais à force de virevolter dans tous les sens sur la piste ridiculement petite, la jeune femme décide de rentrer chez elle. Mr. Marshall, présent dans la salle, a assisté à toute la scène. Dave, dont la soirée a été catastrophique, rejoint Robert à sa table.
Dans la rue, Lorraine passe devant une vitrine qui présente une photo de John Travolta. Elle s'éloigne quand l'acteur est remplacé par Robert.

## Distribution
- Rowan Atkinson : Robert Box / Dave Perry / Mr. Marshall
- Sue Holderness : Lorraine
- Joan Scott : Mrs. Nolan
- John J. Carney : le contrôleur du bus
- Harry Shacklock : le vieil homme dans le bus
- George Belbin : l'homme au chapeau
- George Romanov : le touriste
- Michael Staniforth : Sanders, le collègue à la cigarette
- Martin Wimbush : Lloyd
- Michael Brennan : l'employé de la sécurité
- Alan Curtis : le maître d'hôtel
- Christopher Lillicrap : le serveur
- Alan Hay : le pianiste

## Titre
Le titre de la série signifie "rires en boîte". Cela fait référence aux rires enregistrés, l'un des codes fondateurs de la sitcom. En France, le pilote a été diffusé sous le nom Mister Bean, lors d'une soirée consacrée à la série éponyme sur France 3, à l'occasion du réveillon de Noël.

## Inspirations
- Rowan Atkinson reprend le rôle de Robert Box, rebaptisé Bernard Fripp, en 1982 pour le court métrage Dead on Time, et y réutilise le gag de la pancarte "Aidez les aveugles".
- L'épisode de la série Mr. Bean intitulé Les Déboires de Mr. Bean réutilise une partie de la scène du rasoir, Bean se coinçant les poils du nez dans son appareil. Le reste de la scène, où Robert se rase les sourcils et la langue, figure dans le film Bean, le film le plus catastrophe, sorti en 1997. Une scène coupée de ce film reprend également la scène où Robert doit se faire un café sans tasse.